# Grand Prix Formule 1 van Toscane 2020
De Grand Prix Formule 1 van Toscane 2020 werd eenmalig gehouden op 13 september op het circuit van Mugello, Scarperia e San Piero. Omdat er door de coronapandemie veel GP's geschrapt werden in 2020 en er alternatieven gezocht moesten worden, werd deze Grand Prix toegevoegd aan de kalender.

## Vrije trainingen

### Uitslagen
- Enkel de top vijf wordt weergegeven.

| Vrije training 1 | Pos. | Nr. | Coureur          | Constructeur              | Tijd     |
| ---------------- | ---- | --- | ---------------- | ------------------------- | -------- |
| Vrije training 1 | 1    | 77  | Valtteri Bottas  | Mercedes                  | 1:17:879 |
| Vrije training 1 | 2    | 33  | Max Verstappen   | Red Bull-Honda            | 1:17:927 |
| Vrije training 1 | 3    | 16  | Charles Leclerc  | Ferrari                   | 1:18:186 |
| Vrije training 1 | 4    | 44  | Lewis Hamilton   | Mercedes                  | 1:18:409 |
| Vrije training 1 | 5    | 10  | Pierre Gasly     | AlphaTauri-Honda          | 1:18:409 |
| Vrije training 2 | Pos. | Nr. | Coureur          | Constructeur              | Tijd     |
| Vrije training 2 | 1    | 77  | Valtteri Bottas  | Mercedes                  | 1:16:989 |
| Vrije training 2 | 2    | 44  | Lewis Hamilton   | Mercedes                  | 1:17:169 |
| Vrije training 2 | 3    | 33  | Max Verstappen   | Red Bull-Honda            | 1:17:235 |
| Vrije training 2 | 4    | 23  | Alexander Albon  | Red Bull-Honda            | 1:17:971 |
| Vrije training 2 | 5    | 3   | Daniel Ricciardo | Renault                   | 1:18:039 |
| Vrije training 3 | Pos. | Nr. | Coureur          | Constructeur              | Tijd     |
| Vrije training 3 | 1    | 77  | Valtteri Bottas  | Mercedes                  | 1:16.530 |
| Vrije training 3 | 2    | 33  | Max Verstappen   | Red Bull-Honda            | 1:16:547 |
| Vrije training 3 | 3    | 44  | Lewis Hamilton   | Mercedes                  | 1:16:613 |
| Vrije training 3 | 4    | 18  | Lance Stroll     | Racing Point-BWT Mercedes | 1:17.112 |
| Vrije training 3 | 5    | 10  | Pierre Gasly     | AlphaTauri-Honda          | 1:17:226 |

## Kwalificatie
| Pos.                   | Nr. | Coureur            | Constructeur              | Kwalificatietijden | Kwalificatietijden | Kwalificatietijden | Grid |
| Pos.                   | Nr. | Coureur            | Constructeur              | Q1                 | Q2                 | Q3                 | Grid |
| ---------------------- | --- | ------------------ | ------------------------- | ------------------ | ------------------ | ------------------ | ---- |
| 1                      | 44  | Lewis Hamilton     | Mercedes                  | 1:15.778           | 1:15.309           | 1:15.144           | 1    |
| 2                      | 77  | Valtteri Bottas    | Mercedes                  | 1:15.749           | 1:15.322           | 1:15.203           | 2    |
| 3                      | 33  | Max Verstappen     | Red Bull-Honda            | 1:16.335           | 1:15.471           | 1:15.509           | 3    |
| 4                      | 23  | Alexander Albon    | Red Bull-Honda            | 1:16.527           | 1:15.914           | 1:15.954           | 4    |
| 5                      | 16  | Charles Leclerc    | Ferrari                   | 1:16.698           | 1:16.324           | 1:16.270           | 5    |
| 6                      | 11  | Sergio Pérez       | Racing Point-BWT Mercedes | 1:16.596           | 1:16.489           | 1:16.311           | 7 *  |
| 7                      | 18  | Lance Stroll       | Racing Point-BWT Mercedes | 1:16.701           | 1:16.271           | 1:16.356           | 6    |
| 8                      | 3   | Daniel Ricciardo   | Renault                   | 1:16.981           | 1:16.243           | 1:16.543           | 8    |
| 9                      | 55  | Carlos Sainz jr.   | McLaren-Renault           | 1:16.993           | 1:16.522           | 1:17.870           | 9    |
| 10                     | 31  | Esteban Ocon       | Renault                   | 1:16.825           | 1:16.297           | geen tijd          | 10   |
| 11                     | 4   | Lando Norris       | McLaren-Renault           | 1:16.895           | 1:16.640           |                    | 11   |
| 12                     | 26  | Daniil Kvjat       | AlphaTauri-Honda          | 1:16.928           | 1:16.854           |                    | 12   |
| 13                     | 7   | Kimi Räikkönen     | Alfa Romeo-Ferrari        | 1:17.059           | 1:16.854           |                    | 13   |
| 14                     | 5   | Sebastian Vettel   | Ferrari                   | 1:17.072           | 1:16.858           |                    | 14   |
| 15                     | 8   | Romain Grosjean    | Haas-Ferrari              | 1:17.069           | 1:17.254           |                    | 15   |
| 16                     | 10  | Pierre Gasly       | AlphaTauri-Honda          | 1:17.125           |                    |                    | 16   |
| 17                     | 99  | Antonio Giovinazzi | Alfa Romeo-Ferrari        | 1:17.220           |                    |                    | 17   |
| 18                     | 63  | George Russell     | Williams-Mercedes         | 1:17.232           |                    |                    | 18   |
| 19                     | 6   | Nicholas Latifi    | Williams-Mercedes         | 1:17.320           |                    |                    | 19   |
| 20                     | 20  | Kevin Magnussen    | Haas-Ferrari              | 1:17.348           |                    |                    | 20   |
| Q1 107% tijd: 1:21.051 |     |                    |                           |                    |                    |                    |      |

* Sergio Pérez ontvangt gridstraf van één plek na aanrijding met Kimi Räikkönen.

## Wedstrijd
| Pos.  | Nr. | Coureur            | Constructeur              | Rondes | Tijd / Oorzaak uitval | Grid | Punten |
| ----- | --- | ------------------ | ------------------------- | ------ | --------------------- | ---- | ------ |
| 1     | 44  | Lewis Hamilton     | Mercedes                  | 59     | 2:19:35.060           | 1    | 26S    |
| 2     | 77  | Valtteri Bottas    | Mercedes                  | 59     | +4.880                | 2    | 18     |
| 3     | 23  | Alexander Albon    | Red Bull-Honda            | 59     | +8.064                | 4    | 15     |
| 4     | 3   | Daniel Ricciardo   | Renault                   | 59     | +10.417               | 8    | 12     |
| 5     | 11  | Sergio Pérez       | Racing Point-BWT Mercedes | 59     | +15.650               | 7    | 10     |
| 6     | 4   | Lando Norris       | McLaren-Renault           | 59     | +18.883               | 11   | 8      |
| 7     | 26  | Daniil Kvjat       | AlphaTauri-Honda          | 59     | +21.756               | 12   | 6      |
| 8     | 16  | Charles Leclerc    | Ferrari                   | 59     | +28.345               | 5    | 4      |
| 9     | 7   | Kimi Räikkönen     | Alfa Romeo-Ferrari        | 59     | +29.770 *             | 13   | 2      |
| 10    | 5   | Sebastian Vettel   | Ferrari                   | 59     | +29.983               | 14   | 1      |
| 11    | 63  | George Russell     | Williams-Mercedes         | 59     | +32.404               | 18   |        |
| 12    | 8   | Romain Grosjean    | Haas-Ferrari              | 59     | +42.036               | 15   |        |
| DNF   | 18  | Lance Stroll       | Racing Point-BWT Mercedes | 42     | Lekke band/ongeluk    | 6    |        |
| DNF   | 31  | Esteban Ocon       | Renault                   | 7      | Remmen                | 10   |        |
| DNF   | 6   | Nicholas Latifi    | Williams-Mercedes         | 6      | Ongeluk               | 19   |        |
| DNF   | 20  | Kevin Magnussen    | Haas-Ferrari              | 5      | Ongeluk               | 20   |        |
| DNF   | 99  | Antonio Giovinazzi | Alfa Romeo-Ferrari        | 5      | Ongeluk               | 17   |        |
| DNF   | 55  | Carlos Sainz jr.   | McLaren-Renault           | 5      | Ongeluk               | 9    |        |
| DNF   | 33  | Max Verstappen     | Red Bull-Honda            | 0      | Elektronisch/ongeluk  | 3    |        |
| DNF   | 10  | Pierre Gasly       | AlphaTauri-Honda          | 0      | Ongeluk               | 16   |        |
| Bron: |     |                    |                           |        |                       |      |        |

S Lewis Hamilton behaalde een extra punt voor het rijden van de snelste ronde.

* Kimi Räikkönen ontving een tijdstraf van vijf seconden voor het overschrijden van de witte lijn bij de ingang van de pitstraat.

## Tussenstanden wereldkampioenschap
Betreft tussenstanden voor het wereldkampioenschap na afloop van de race.

### Coureurs
| Pos. | Nr. | Coureur          | Constructeur              | Punten |
| ---- | --- | ---------------- | ------------------------- | ------ |
| 1    | 44  | Lewis Hamilton   | Mercedes                  | 190    |
| 2    | 77  | Valtteri Bottas  | Mercedes                  | 135    |
| 3    | 33  | Max Verstappen   | Red Bull-Honda            | 110    |
| 4    | 4   | Lando Norris     | McLaren-Renault           | 65     |
| 5    | 23  | Alexander Albon  | Red Bull-Honda            | 63     |
| 6    | 18  | Lance Stroll     | Racing Point-BWT Mercedes | 57     |
| 7    | 3   | Daniel Ricciardo | Renault                   | 53     |
| 8    | 16  | Charles Leclerc  | Ferrari                   | 49     |
| 9    | 11  | Sergio Pérez     | Racing Point-BWT Mercedes | 44     |
| 10   | 10  | Pierre Gasly     | AlphaTauri-Honda          | 43     |

### Constructeurs
| Pos. | Constructeur              | Punten   |
| ---- | ------------------------- | -------- |
| 1    | Mercedes                  | 325      |
| 2    | Red Bull-Honda            | 173      |
| 3    | McLaren-Renault           | 106      |
| 4    | Racing Point-BWT Mercedes | 92 (107) |
| 5    | Renault                   | 83       |
| 6    | Ferrari                   | 66       |
| 7    | AlphaTauri-Honda          | 53       |
| 8    | Alfa Romeo-Ferrari        | 4        |
| 9    | Haas-Ferrari              | 1        |
| 10   | Williams-Mercedes         | 0        |